# Julián González
Julián González  (Valladolid, 9 de julio de 1980) es un actor español.
Empezó a ser conocido por su papel de Guille en Farmacia de guardia, una de las tres series en las que actuó junto con María Garralón. Las otras dos son Menudo es mi padre y Compañeros.
En Menudo es mi padre era Jorge, el hijo mediano del protagonista, interpretado por El Fary, serie en la que estuvo entre 1996 y 1998. En ese mismo año se incorporó a Compañeros en el papel de César, uno de los componentes de la pandilla principal encabezada por Quimi (Antonio Hortelano) y Valle (Eva Santolaria); personaje al que daría vida hasta el final de esta producción, en 2002. Compartió muchas escenas con Manuel Feijóo que interpretaba a su mejor amigo Luismi, y con Duna Jové y Ruth Núñez, que daban vida respectivamente a Arancha y Tanja, las dos novias que tuvo durante la serie.
En el cine debutó en 2001 con una pequeña colaboración, de nuevo como César, en la adaptación cinematográfica de Compañeros, No te fallaré, dirigida por Manuel Ríos San Martín.
En teatro intervino en el reestreno de la obra de Fernando Fernán Gómez Las bicicletas son para el verano que montó en 2003 el director Luis Olmos.
Posteriormente participó en el largometraje Pobre juventud (2006) de Miguel Jiménez, junto a Roberto Hoyas, Manuel Feijóo, Jimmy Barnatán y la excantante de Ella baila sola, Marta Botía, entre otros.
En febrero de 2008 colabora en un episodio de la serie Cuenta atrás que reunió a varios de los actores de la pandilla de Compañeros (Manuel Feijóo, Nicolás Belmonte, Lara de Miguel, Virginia Rodríguez y Begoña Maestre).
En 2010, tras 15 años, vuelve a interpretar el personaje de Guille Segura en la TV movie La última guardia que emite Antena 3 para celebrar los 20 años de la cadena.
Posteriormente se retiró de la interpretación para dedicarse al interiorismo.

## Televisión
| Serie                        | Cadena   | Personaje                      | Año       |
| ---------------------------- | -------- | ------------------------------ | --------- |
| La última guardia (TV movie) | Antena 3 | Guillermo "Guille" Segura Cano | 2010      |
| Cuenta atrás                 | Cuatro   | Maxi                           | 2008      |
| Compañeros                   | Antena 3 | César Vallalta                 | 1998-2002 |
| Menudo es mi padre           | Antena 3 | Jorge Carrasco                 | 1996-1998 |
| Farmacia de guardia          | Antena 3 | Guillermo "Guille" Segura Cano | 1991-1995 |

- Extra Compañeros: Siempre juntos (TV) 2005.[3]
- Colegas (Serie de TV) 2018.[4]

## Cine
| Película              | Director               | Año  |
| --------------------- | ---------------------- | ---- |
| Is Harry on the boat? | Menhaj Huda            | 2001 |
| No te fallaré         | Manuel Ríos San Martín | 2001 |
| Pobre juventud        | Miguel Jiménez         | 2006 |